# BADR-8
BADR-8, auch als Arabsat-7B bezeichnet, ist ein kommerzieller Kommunikationssatellit des saudi-arabischen Satellitenbetreibers Arabsat.

## Missionsverlauf
Im August 2020 gab Airbus Defence and Space bekannt, dass sie von Arabsat mit dem Bau eines neuen, geostationären Kommunikationssatelliten für deren Flotte beauftragt worden waren.
Der Start erfolgte am 27. Mai 2023 auf einer Falcon-9-Trägerrakete von der Cape Canaveral Space Force Station in eine geostationäre Transferbahn. Danach begab sich BADR-8 durch Zünden seiner Bordmotoren innerhalb von einigen Monaten auf seine geosynchrone Umlaufbahn und wurde bei 26° Ost stationiert. Zusammen mit BADR-5 und BADR-7 deckt er von dort Europa, den Mittleren Osten und Zentralasien ab.

## Technische Daten
Airbus baute den Satelliten auf Basis ihres neuen Eurostar-Neo-Satellitenbusses und rüstete ihn mit C- und Ku-Band-Transpondern aus. Er besitzt zwei große Solarpanele und Batterien, welche zusammen etwa 17 Kilowatt Strom erzeugen. BADR-8 wog beim Start etwa 4500 kg und besitzt eine geplante Lebensdauer von mehr als 15 Jahren.
Des Weiteren ist an Bord des Satelliten die experimentelle, optische TELEO-Kommunikationsnutzlast von Airbus untergebracht, welche analoge Feeder-Link-Kommunikationen mit sehr hoher Kapazität ermöglichen soll. TELEO ist Teil der Entwicklung einer neuen Generation optischer Kommunikationstechnologie im Weltraum durch Airbus, die in zukünftige kommerzielle Produkte integriert werden soll und äußerst robust gegen gezielte Übertragungsstörungen ist.